# Ashton Dearholt
Ashton Dearholt (Milwaukee, 4 aprile 1894 – Los Angeles, 27 aprile 1942) è stato un attore e produttore cinematografico statunitense occasionalmente anche regista e sceneggiatore.

## Biografia
Negli anni dieci, Dearholt lavorò per l'Universal, interprete di una serie di film anche se, di norma, restò sempre un freelance, lavorando all'esterno del sistema produttivo degli studios. Negli anni venti, produsse e interpretò alcuni western, usando qualche volta il nome di Richard Holt.
Nel 1924, fondò la Ashton Dearholt Productions. Dieci anni dopo, nel 1934, Dearholt ed Edgar Rice Burroughs fondarono la società di produzione Burroughs-Tarzan Enterprises mentre stavano girando The New Adventures of Tarzan (distribuito in Italia come Le nuove avventure di Tarzan), dove Ashton interpretava un mercenario. Durante le riprese del film, girato nelle foreste del Guatemala, Burroughs lasciò la moglie per sposare Florence Gilbert, l'ex moglie di Dearholt, mentre quest'ultimo sposò Ula Holt, l'attrice protagonista del film.

## Filmografia

### Attore
- To Melody a Soul Responds, regia di B. Reeves Eason - cortometraggio (1915)
- Questa è la vita (This Is the Life), regia di William Bertram - cortometraggio (1915)
- The Tragic Circle, regia di Thomas Ricketts - cortometraggio (1915)
- Lone Star, regia di Edward Sloman (1916)
- The Innocence of Lizette, regia di James Kirkwood (1916)
- High Play, regia di Edward Sloman (1917)
- Souls in Pawn, regia di Henry King (1917)
- Snap Judgment, regia di Edward Sloman (1917)
- The Spirit of '17, regia di William Desmond Taylor (1918)
- The Girl in the Dark, regia di Stuart Paton (1918)
- The Two-Soul Woman, regia di Elmer Clifton (1918)
- The Bride's Awakening, regia di Robert Z. Leonard (1918)
- The Brass Bullet, regia di Ben F. Wilson - serial (1918)
- The Cabaret Girl, regia di Douglas Gerrard (1918)
- Il furto di Doris (The Silk-Lined Burglar), regia di John Francis Dillon (1919)
- Pitfalls of a Big City, regia di Frank Lloyd (1919)
- The Luck of Geraldine Laird, regia di Edward Sloman (1920)
- Out of the Storm, regia di William Parke (1920)
- The Branded Four, regia di Duke Worne - serial (1920)
- A Yankee Go-Getter, regia di Duke Worne (1921)
- The Midnight Limited, regia di Oscar Apfel (1926)
- Le nuove avventure di Tarzan (The New Adventures of Tarzan), regia di Edward A. Kull e, non accreditato, Wilbur McGaugh (1935)

### Produttore
- Sting of the Scorpion, regia di Dick Hatton (1923)
- At Devil's Gorge, regia di Ashton Dearholt (1923)
- Battling Bates, regia di Webster Cullison (1923)
- Le nuove avventure di Tarzan (The New Adventures of Tarzan), regia di Edward A. Kull e, non accreditato, Wilbur McGaugh (1935)

### Regista
- At Devil's Gorge (1923)
- The Santa Fe Trail, co-regia di Robert Dillon - serial (1923)